# Samantha James
Samantha James, přechýleně Jamesová (* 13. června 1979, Los Angeles, Spojené státy americké), je americká zpěvačka původem z Los Angeles známá tím, že ve své hudbě míchá žánry jako downtempo, uptempo nebo taneční hudbu se soulovými vokály. V roce 2007 vydala debutové hudební album Rise, které vyšlo u hudebního vydavatelství Om Records a na němž spolupracovala se Sebastianem Arochou Mortonem. Stejnojmenná titulní píseň alba vyšla také jako singl a zaznamenala úspěch v hitparádě Hot Dance Club Songs amerického magazínu Billboard, kde obsadila první příčku. Hudba Samanthy James se objevuje také jako hudební doprovod ve videích maskérky Michelle Phan.

## Život a kariéra
Samantha James je dcerou Melanie Lee Rose a vnučkou hudebníka Davida Rosea, takže byla od dětství ovlivňována různými druhy hudby. Během puberty byla členkou taneční scény v Los Angeles. Hudebně ji ovlivňovali především interpreti jako Pat Metheny, Sade, Tracey Thorn, Lady Miss Kier, Madonna, Esthero, Morcheeba, Bebel Gilberto, Basia nebo Roisin Murphy. Ve 13 letech jí zemřela matka na rakovinu prsu. Po osmi letech práce na vlastní hudbě potkala Sebastiana Arochu Mortona, který dříve spolupracoval například se Stingem, Vikterem Duplaixem a duem Fischerspooner. Poté, co potkala Mortona, rozhodla se tvořit hudbu odlišnou od ostatních hudebníků. Společně vytvořili kombinaci soulové a elektronické hudby a drželi se této cesty.
Její přátelé diskutovali o tom, které hudební vydavatelství by bylo pro Samanthu James nejvhodnější a zvolili vydavatelství Om Records. Poté, co zaslali do vydavatelství demo nahrávku písně „Rise“, podepsala s vydavatelstvím smlouvu na vydání singlu. Následně podepsala smlouvu na vydání celého alba. Poté, co v roce 2006 představila svoji píseň „Rise“ jako singl, stala se hitem a obsadila první příčku v hitparádě Hot Dance Club Songs. Zpěvačka později přiznala, že krátce před vydáním písně „Rise“ zemřel její otec a ona na chvíli přestala pracovat na svém albu.
V roce 2009 oznámila, že pracuje na novém hudebním albu s názvem Subconscious. Na novém albu spolupracovala s producentem a přítelem ze školy Shanem Drasinem, protože Morton se věnoval jiným hudebním projektům. Druhé album bylo vydáno 22. června 2010.
V roce 2011 vydala píseň „Wings of Faith“ kvůli vzniku zemětřesení a tsunami v Japonsku.

## Diskografie
- Rise (2007)
- Subconscious (2010)